# Hertvík Jarník
Hertvík Jarník (12. prosince 1877 Vídeň – 9. prosince 1938 Brno) byl český jazykovědec, zaměřením romanista a překladatel, působící na Masarykově univerzitě v Brně. V letech 1930–1931 vykonával funkci děkana Filozofické fakulty MU.

## Život a dílo

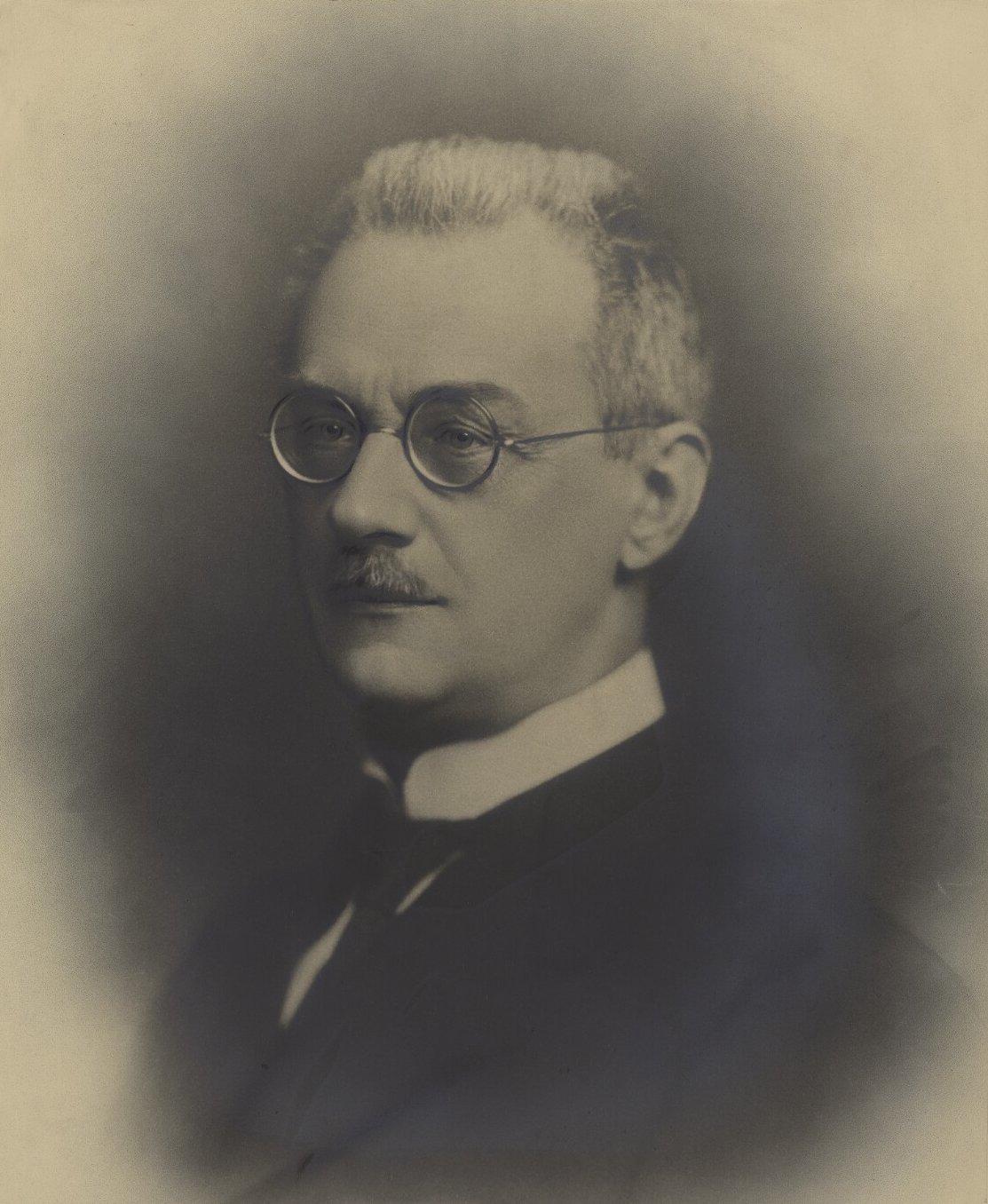
Fotografie Hertvíka Jarníka od Karla Stoklasy – Atelier pro moderní fotografii K. Stoklas, Česká 16, 1890–1920

Hertvík Jarník se narodil ve Vídni, a to jako syn českého vysokoškolského učitele, jazykovědce a jednoho ze zakladatelů české romanistiky Jana Urbana Jarníka a jeho ženy Jindřišky. Jeho o 20 let mladším bratrem byl pak český matematik a také vysokoškolský učitel Vojtěch Jarník.
Hertvík Jarník platí za zakladatele románského semináře na FF MU v Brně, mezi jeho posluchače se řadí např. jazykovědec a literární vědec Pavel Trost. Jeho stěžejní dílo se týká rumunštiny, ale zabýval se také albánštinou, francouzštinou, italštinou a dílem Jana Amose Komenského.

### Ředitel Moravské zemské knihovny v Brně
V letech 1919–1923 zastával Hertvík Jarník funkci ředitele Zemské knihovny moravské v Brně (současné Moravské zemské knihovny; MZK). Byl také členem zájmové Československé společnosti knihovědné, jejíž setkání se nejčastěji odehrávaly na půdě Filozofické fakulty Univerzity Karlovy v Praze.

### Úmrtí a smuteční rozloučení
Hertvík Jarník zemřel v Brně v prosinci roku 1938, smuteční rozloučení se konalo nejdříve v aule brněnské filozofické fakulty, až teprve posléze byl převezen k obřadu do brněnského krematoria.

## Publikační činnost (výběr)
Dle Souborného katalogu Národní knihovny České republiky je univ. prof. Hertvík Jarník (spolu-)autorem následujících literárních děl, či příspěvků:
- O galicismech v rumunštině. Praha: [s.n.], 1929. 7 s.
- Přepis albánštiny. Praha: Spolek československých knihovníků, 1926. 10 s.
- Schram, Wilhelm; Jarník, Hertvík. Die laufenden periodischen Druckschriften der mähr. Landesbibliothek. Brünn: [s.n.], 1914. 143-158 S.